# Момин проход (проход)
Момин проход (до 29 юни 1942 г.: Солудервент, Солу-дервент) е нископланински проход (седловина) в южната част на Ихтиманска Средна гора, между ридовете Септемврийски на запад и Еледжик на изток, в Община Костенец, Софийска област.
Проходът е с дължина 6,7 km и надморска височина на седловината – 699 m. Свързва югоизточната част на Ихтиманската котловина при село Мирово на север с Костенецко-Долнобанската котловина при град Момин проход на юг.
Проходът започва на 663 m н.в. в югоизточната част на село Мирово, насочва на юг-югоизток и след 0,8 km в района на гара Мирово достига седловината при 699 m н.в. От там завива на юг, достига долината на Солудервентска река (ляв приток на Очушница от басейна на Марица) и по нея слиза в североизточната част на Костенецко-Долнобанската котловина при град Момин проход, на 570 m н.в.
Проходът придобива транспортно значение едва през 17-и и 18 век, като по-удобен от използвания дотогава проход Траянови врата. Сега през него преминава участък от 6,7 km от първокласния Републикански път I-8 (от km 135,4 до km 142,1) ГКПП Калотина – София – Пловдив – ГКПП Капитан Андреево - Капъкуле. Поради ниската си надморска височина той е лесно проходим и пътят през него се поддържа целогодишно за преминаване на моторни превозни средства.
Успоредно на шосето преминава и участък от трасето (между гарите Мирово и Момин проход) на жп линията ГКПП Калотина – София – Пловдив – ГКПП Капитан Андреево - Капъкуле.
По долината на Солудервентска река има лековити минерални извори и изградени балнеоложки курорти.

## Топографска карта
- Лист от карта K-34-60. Мащаб: 1 : 100 000.